# ルービックスネーク

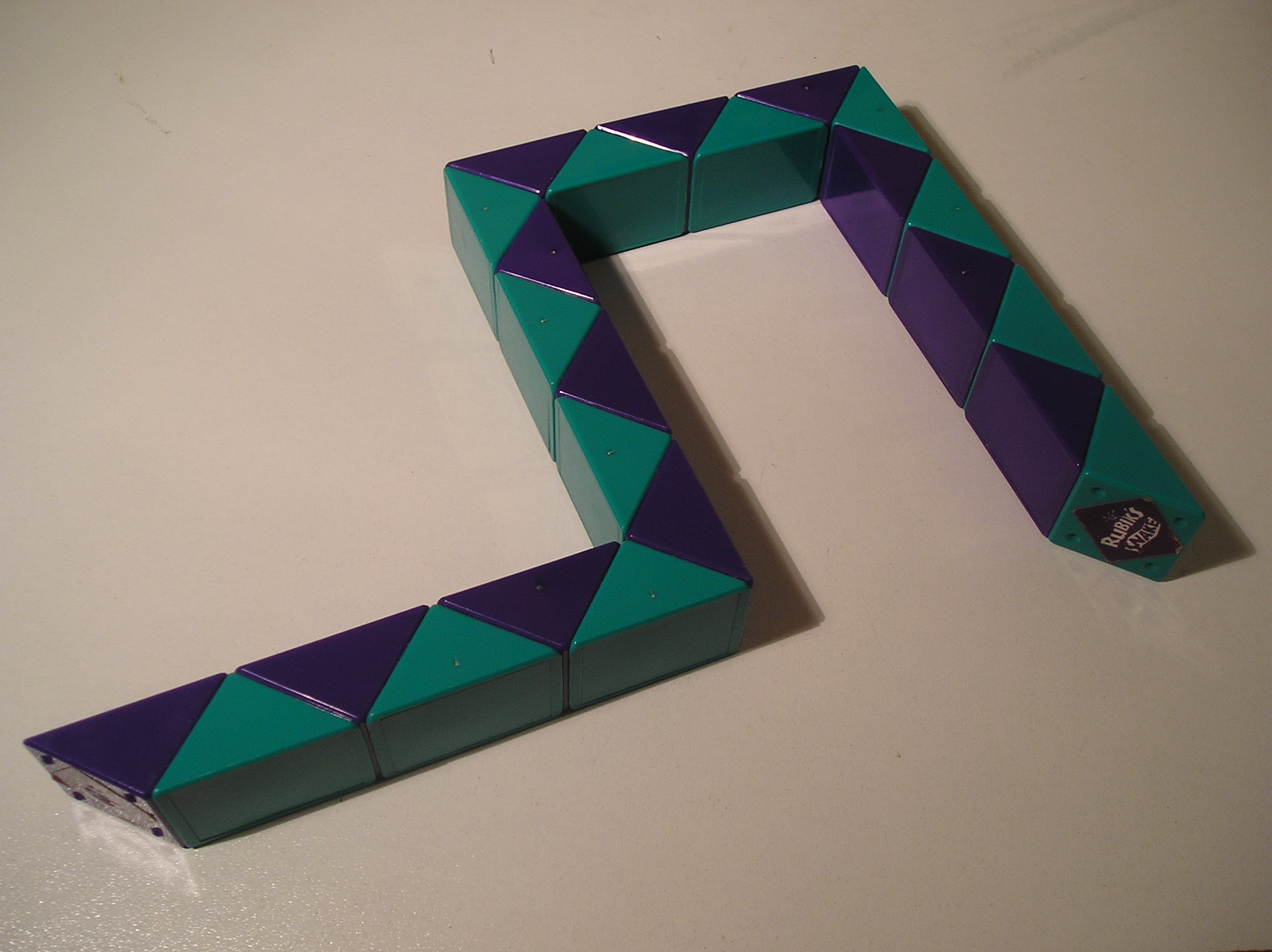
「ヘビ」状態のルービックスネーク

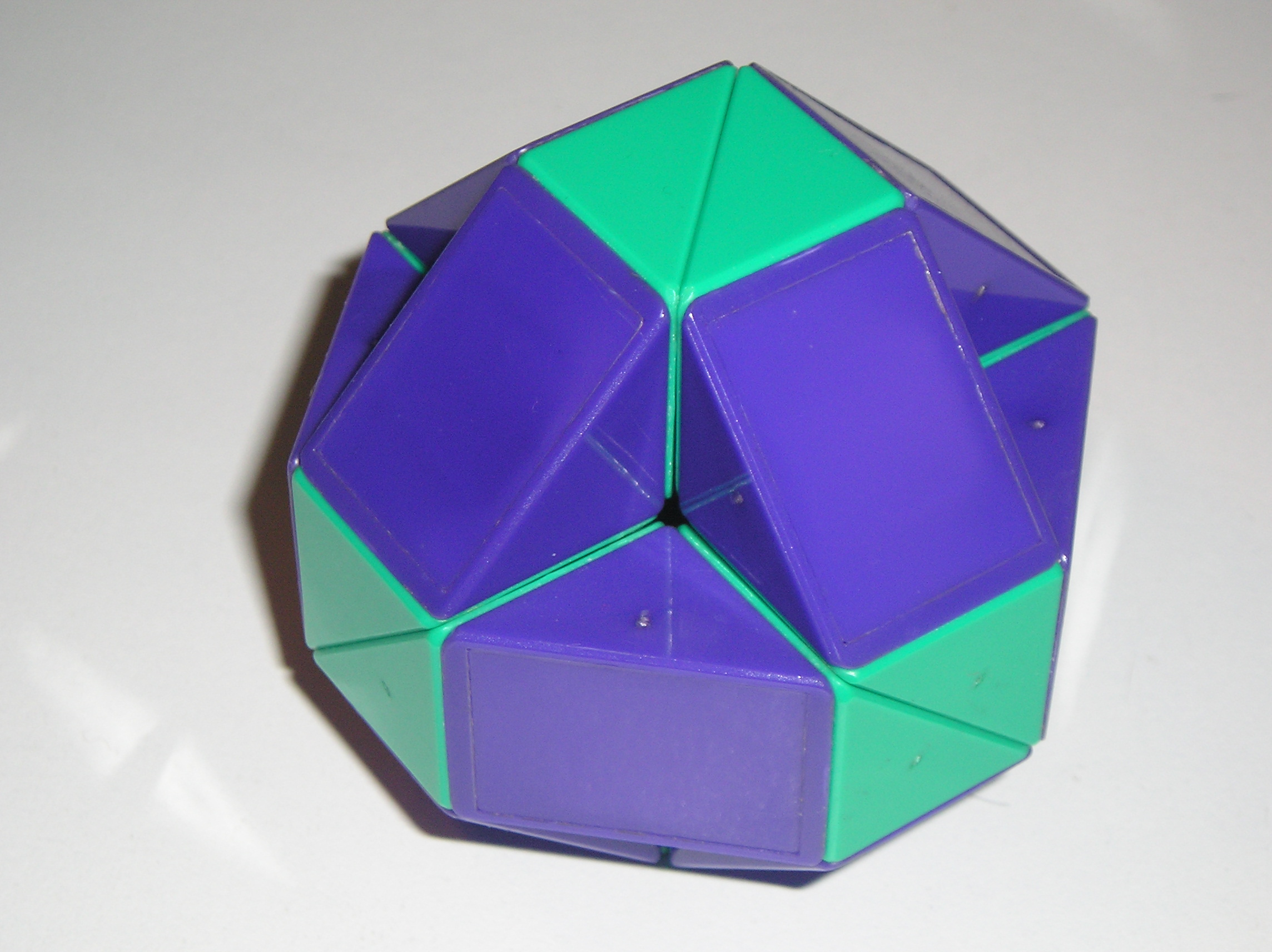
「ボール」状態のルービックスネーク

ルービックスネーク（Rubik's Snake）は、玩具である。

## 概要
24個のウェッジ（直角二等辺三角柱の形をしたピース）を繋げた立体パズルである。
捻回によって、直線、ボール（斜方立方八面体や小斜方六面体に似た形状）、カプセル（ボールの下部を四脚状にした形状）、犬、長方形、ヘビのような形にすることができる。また、複数のルービックスネークを組み合わせることもできる。
日本ではマジックスネークの名称で、ツクダオリジナルが1981年に発売した。
俗称に「スネークキューブ」がある。発売当時、類似商品がこの名称で販売されていた。類似商品が多く、カプセルトイで購入するタイプもあった。中には、1つのカプセルに1個のウェッジと1個の接続部品がセットで入っておりこれを24セット集め自分で接続して完成させるタイプもあった。

現在はメガハウスで発売されている。